# Темпл, Фредерик
Фредерик Темпл (англ. Frederick Temple; 30 ноября 1821, о. Лефкас, Ионическая республика — 23 декабря 1902, Лондон) — 95-й архиепископ Кентерберийский (1896—1902), реформатор системы образования, отец 98-го архиепископа Кентерберийского Уильяма Темпла.

## Биография
Сын майора Октавиуса Темпла, который спустя некоторое время после рождения сына был назначен помощником губернатора Сьерра-Леоне. После отставки майор Темпл осел в графстве Девон и занялся фермерским трудом, подготовляя сына к той же стезе. Мальчик обучался в школе Бланделла (Blundell’s School) в Тивертоне (Tiverton), добившись определённых успехов. Семья не была зажиточной, и юный Фредерик сделал первый шаг на пути добывания хлеба насущного, получив в школе стипендию на обучение в колледже Баллиол Оксфордского университета, в возрасте менее 17 лет. В 1839 году, придя в колледж Баллиол, принял активное участие в либеральном Оксфордском, или Трактарианском, движении, но уже несколько лет спустя отошёл от него.
В 1847 г. рукоположён в священника и оставил должность лектора в Оксфордском университете, чтобы с 1848 г. приступить к работе в Министерстве образования (Education Office). С 1850 по 1855 гг. состоял директором колледжа по подготовке учителей в Неллер-Холле (Kneller Hall Training College), с 1855 по 1857 гг. — школьным инспектором. По рекомендации английского поэта Мэтью Арнольда, отец которого, Томас Арнольд, занимался реформированием школы Рэгби, в 1857 г. был назначен директором этой школы. Являясь одновременно настоятелем домового храма королевы Виктории, расширил учебную программу школы Рэгби, в основном за счёт таких предметов, как история, естественные науки и музыка, а также заложил несколько новых зданий.
Несмотря на противоречивые отклики, вызванные его работой «Образование в мире» («The Education of the World»), которая вошла в сборник «Эссе и обзоры» («Essays and Reviews») в 1860 г. и подвергалась критике за чрезмерно либеральный подход к религиозному аспекту проблемы, Темпл утвердил свою репутацию реформатора системы образования за время работы в Комиссии по обследованию школ (Schools Enquiry Commission) в 1864—1867 гг.
Англиканский церковный собор (Anglican convocation) в 1864 г. осудил упомянутое эссе Темпла и, в связи с его назначением на кафедру епископа Экзетерского (Bishop of Exeter) в 1869 г., с новой силой поднялась волна осуждения его старой работы, поэтому после епископского рукоположения Темпл согласился изъять своё эссе из новых изданий сборника 1860 г. В 1885 г. он получил назначение на кафедру епископа Лондонского (bishop of London), в 1896 — епископа Кентерберийского. В 1897 г. вместе с архиепископом Йоркским Уильямом Маклаганом (William Maclagan) выступил с решительной отповедью по поводу буллы Папы Римского Льва XIII, отрицающей правомочность англиканских священнических рукоположений. Архиепископы вновь выступили с совместным заявлением в 1899 г., признав неправомерным курение ладана в англиканской литургии.
В 1902 году истёк пятилетний грант на финансирование церковных школ, Фредерик Темпл выступил в Палате лордов с речью о его возобновлении в рамках акта об образовании (Education Act), но ему стало плохо прямо в зале заседаний. Он был перевезён в Ламбет и через несколько дней, 23 декабря 1902 года, скончался.
| Предшественник                     | Начало периода | Назначения Фредерика Темпла | Конец периода | Преемник                               |
| ---------------------------------- | -------------- | --------------------------- | ------------- | -------------------------------------- |
| Генри Филлпоттс (Henry Phillpotts) | 1869           | Епископ Экзетерский         | 1885          | Эдвард Биккерстет (Edward Bickersteth) |
| Джон Джексон (John Jackson)        | 1885           | Епископ Лондонский          | 1896          | Менделл Крайтен (Mandell Creighton)    |